# Chick lit
 (octobre 2017).

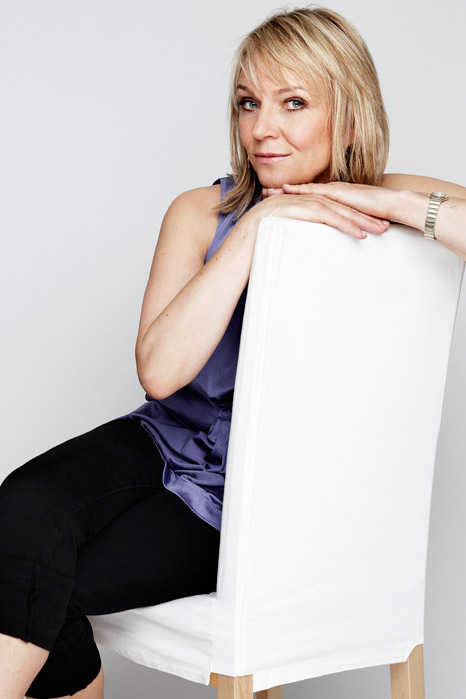
Helen Fielding en 2009.

Les expressions anglophones « chick lit » ou « chick literature » sont utilisées[Par qui ?] depuis 1996 pour désigner des romans et comédies sentimentales écrits par des femmes à destination du public féminin. Le genre connaît un succès fulgurant à la suite des succès de Bridget Jones et de Le diable s'habille en Prada, entraînant la création de plusieurs collections (Red Dress Ink, Mille comédies etc.) et l'arrivée de nouveaux auteurs issus principalement de la presse féminine. Toutefois, après une dizaine d'années, il est rapidement délaissé par les éditeurs et les lectrices. 

## Définition
Le ton est très spécifique : désinvolte, désabusé, marqué par un recul humoristique et l'autodérision.
Le point de vue narratif, marqué sans doute par les premières œuvres à succès du genre (Bridget Jones), est le plus souvent en focalisation interne et à la première personne. Il en résulte un effet comique un peu répétitif mais efficace dû au décalage entre des situations sérieuses ou même critiques et la représentation naïve que s'en fait l'héroïne.
Bien que des éléments romanesques et sentimentaux soient souvent présents dans la chick lit, ils ne sont généralement pas caractéristiques du genre, car les relations de l'héroïne avec sa famille, ses amis sont peut-être aussi importantes voire davantage que ses relations avec les hommes. Aujourd'hui, la chick lit semble évoluer peu à peu vers des thèmes plus « sociétaux », plus en lien avec les problématiques du quotidien.

## Historique
Le terme a été introduit par Cris Mazza et Jeffrey DeShell avec ironie pour Chick Lit 2 : No Chick Vics (1996). Le genre a été défini comme une variante post-féministe ou comme une seconde vague de féminisme qui va au-delà de la femme comme victime. Cette fiction englobe les diverses expériences de femmes, y compris l'amour, la drague et l'égalité des sexes.
L'expression « chick lit » est analogue à l'expression « chick flick » qui désigne, aux États-Unis et dans les pays anglophones, un film destiné à un public féminin et jeune.
La création du genre a été stimulée par Sue Townsend, l'auteure du Journal secret d'Adrien 13 ans ¾, qui a inspiré Confessions of a Sociopathic Social Climber : The Katya Chronicles d'Adele Lang dans le milieu des années 1990. Une autre forte influence précoce peut être perçue dans les livres de MC Beaton et d'Hamish MacBeth.
Le livre qui a véritablement lancé le mouvement est le livre de Candace Bushnell, Sex and the City, compilation de ses chroniques dans le New York Observer, paru aux États-Unis en 1996, qui donnera naissance à la fameuse série télévisée.
En 1997, au Royaume-Uni, Helen Fielding confirme le mouvement avec le célèbre Journal de Bridget Jones. Paru en 2000 en France, il s'en vendra 500 000 exemplaires, quatre millions dans le monde. Adapté au cinéma, il n'a cessé de faire des petits, notamment Sophie Kinsella avec Confessions d'une accro du shopping ou Lauren Weisberger avec Le diable s'habille en Prada, en 2003, qui sera lui aussi adapté au grand écran.
Depuis 2006, la chick lit a encore évolué : si les filles de Sex and the City cherchaient le grand amour, les nouvelles héroïnes ont tendance à être plus obnubilées par le pouvoir et l'argent. Les plus représentatifs de cette tendance sont Blonde Attitude de Plum Sykes (best-seller aux États-Unis) et Lipstick Jungle de Candace Bushnell. Les deux auteures sont journalistes et les milieux qu'elles décrivent, riches, branchés et superficiels, sont ceux dans lesquels elles évoluent. Ces nouvelles héroïnes font penser à des néo Holly Golightly (l'héroïne de Breakfast at Tiffany's de Truman Capote).
Dans tous les cas, un élément est presque toujours présent : le happy ending. Car la chick lit, petite sœur de la littérature sentimentale, se doit de préserver les contes de fées. C'est pourquoi les intrigues se déroulent souvent dans ces milieux « de rêve » : c'est le syndrome Lady Di. Il est rassurant pour les lectrices de constater que, malgré la richesse et la beauté, les problèmes de cœur sont ceux de toutes les femmes. Mais ce serait enfermer ce genre que de le limiter à des intrigues sentimentales ; il peut en effet être le reflet de problématiques féminines telles que la crise de la quarantaine, les relations avec la famille et belle-famille, les désirs de s'épanouir sur tous les fronts.

## Les enjeux

### L'enjeu politique: la visibilité des femmes
Les premiers salons, au XVIe siècle, sont tenus par des femmes. Ces contributions des femmes favorisent fortement les créations littéraires. À l'inverse, l'Académie française n'admettra des femmes qu'en 1980 (avec Marguerite Yourcenar), plus de trois siècles après sa création. Les inégalités entre les publications des hommes et celle des femmes est criante : la chick lit constituerait en définitive moins une stratégie pour que le travail des femmes soit reconnu, qu'une manière d'augmenter la représentativité et la visibilité des discours produits par des femmes.

### L'enjeu économique
En 2004, les éditions Harlequin ont vendu 130 millions d'exemplaires dans le monde, soit 10 % de moins qu'en 2002. Pourtant, le roman sentimental se porte très bien. Pour preuve : la marque vieillissante a lancé une nouvelle collection : Red Dress Ink, référencée dans toutes les librairies.
Les Bridget Jones d'aujourd'hui représentent une force économique importante. Leur pouvoir d'achat et leurs exigences culturelles sont plus élevés que ceux des lecteurs traditionnels de romans d'Harlequin. Les exigences artistiques n'existent pas dans les romans produits à la chaîne (présence exclusive dans les grandes surfaces, récits codés et convenus, destruction des invendus…) et les auteurs de seconde zone de chick lit ne font qu'appliquer les recettes. Comme pour tout genre populaire, les éditeurs de chick lit recherchent avant tout le profit financier.
Les intrigues de chick lit reflètent une réalité socio-économique : les femmes sont indépendantes financièrement et ont connu des avancées professionnelles que les hommes n'ont pas toujours suivies.

### L'enjeu social
La quête du grand amour et de l'homme idéal sont des éléments principaux du roman féminin. Et bien que la société d'aujourd'hui ne soit plus celle de Jane Austen, l'amour et le couple s'érigent toujours en modèles. Pour beaucoup, le succès de la chick lit réside dans sa proximité avec le monde dans lequel nous vivons. Elle reste toutefois ambigüe : si les travers de la société sont bien présents (tension, travail stressant, pression sociale, société de consommation, etc.), l'héroïne cherche rarement à se rebeller. Elle s'adapte mais ne cherche pas à améliorer le monde. Une explication ? La chick lit peut être vue comme un produit de consommation superflu. Quel intérêt aurait-elle à s'autodénoncer ?

## Les liens avec la presse
Les auteures de chick lit sont souvent issues du milieu de la presse. Ces journalistes « tendance » traversent les frontières : australiennes (Tyle O'Connell), québécoises (Rafaële Germain) ou françaises (Alix Girod de l'Ain, Marie-Laurence de Rochefort, Valérie Domain). Le roman chick-lit français Yes, you Cannes. Amour, paillettes et tapis rouge décrit l'univers d'une attachée de presse dont l'intrigue se déroule dans le milieu féérique du festival de Cannes.
Cette reconversion s'opère avec plus ou moins de succès : être issue de la presse ne garantit pas la réussite. Candace Bushnell ou Helen Fielding sont les figures de proue de la diversification réussie grâce au roman-feuilleton.
Bridget Jones et Carrie Bradshaw (Sex and the City) sont des héroïnes de roman-feuilleton. Souvent considérés comme des romans populaires voire comme une sous-caste de la littérature, les romans-feuilletons ont souvent été critiqués, parfois avec virulence, notamment par Sainte-Beuve qui parlait de « littérature industrielle ». Les questions posées dès l'apparition du roman-feuilleton demeurent et s'élargissent à la chick lit.

## Lachick liten France
Harlequin a réagi dès 2003 en lançant la collection Red Dress Ink. J'ai lu avec Comédie, Belfond avec Mille Comédies, Fleuve noir (Gossip Girl) ou Marabout (Girls in the city) ont eux aussi rapidement suivi. Les éditions Jean-Claude Lattès, sans avoir créé de collection spécifique, suivent également le phénomène en publiant les romans d'Isabel Wolff. Les éditeurs soutiennent ce genre au vu de son potentiel économique.
Aujourd'hui, les romans de chick lit sont facilement reconnaissables, quelle que soit la collection, à leur couverture girly. Les éditeurs ont effectivement façonné une image chick lit à travers les codes couleurs qu'ils donnent aux couvertures de leurs romans. La palette de couleurs est très variée, très vive et surtout extrêmement criarde. Les images sont rarement réelles, on a souvent affaire à un dessin presque enfantin, représentant la plupart du temps une femme.
Le format de ces livres est à mi-chemin entre le livre de poche et le beau-livre : pratique à emporter et financièrement abordable, le livre reste malgré tout un objet de plaisir.
Alix Girod de l'Ain, journaliste au magazine Elle, signe De l'autre côté du lit en 2004 (adapté au cinéma en 2008 sous le même titre). Sainte-Futile sort en 2006. Les thèmes abordés sont récurrents : amour, mariage, sexe, vie de famille etc. Ces romans sont parfois perçus comme au choix, superficiels ou hilarants.
Agnès Abécassis,  journaliste et chroniqueuse littéraire, écrit son premier roman en 2005, Les Tribulations d'une jeune divorcée. S'ensuivent une dizaine d'autres et des BD aux couvertures pétillantes.
En mars 2016, les auteures de chick lit Marie Vareille, Sophie Henrionnet, Isabelle Alexis, Tonie Behar, Adèle Bréau et Marianne Levy créent le Collectif d'auteures de comédies romantiques à la française pour défendre et promouvoir la comédie romantique.
Dans le milieu de l'auto-édition, de nouvelles auteures comme Charlie Wat (L'amour à nu) apportent du renouveau. Sophie Rouzier avec son premier roman Clara au Guatemala : l'Odyssée glamour d'une apprentie globetrotteuse mêle le voyage à la chick lit et lance une nouvelle tendance, celle d'une chick lit qui ne se déroule pas que dans les grandes métropoles : New York, Rome ou Paris.

## Critiques
Selon les observateurs critiques, la chick lit prétendrait être représentative de la vie des femmes, de leurs espoirs, de leurs peurs, leurs rêves ou leurs valeurs, ce qui serait surtout vrai pour une certaine classe sociale. Les histoires passent pour être stéréotypées et de peu d'intérêt. La chick lit avilirait les femmes en profitant de leur naïveté pour gagner de l'argent. Les thèmes seraient peu innovants : recherche du mari idéal (Bridget Jones), passage de la trentaine (Trente ans ou presque), relation avec les parents (Les Petits Secrets d'Emma), difficulté à se remettre d'une rupture, rivalité au travail (Le diable s'habille en Prada), etc. Sans renouvellement, le risque de saturation serait important.
En France, certains reprochent à des auteurs comme Isabelle Alexis de pêcher par excès en présentant des héroïnes assez triviales dépourvues de l'autodérision des héroïnes anglo-saxonnes qui parviennent à faire rire de leurs travers.
Les éditeurs, quant à eux, ne croient pas à une saturation du genre pour le moment. De nombreux romans sont en prise avec la vie quotidienne actuelle, beaucoup croient d'ailleurs que c'est la clé du succès.

## Plagiat
En avril 2006, une étudiante de Harvard, Kaavya Viswanathan, 19 ans, a fait face à un scandale important : de nombreuses parties de son roman, Opal Mehta Got Kissed, Got Wild and Got a Life publié par Little, Brown and Co, s'étaient largement inspirées d'autres livres de chick lit. Les passages plagiés étaient notamment extraits de Sloppy Firsts et Second Helpings, de Megan MacCafferty. D'autres passages ont été aussi copiés des travaux de Salman Rushdie et Meg Cabot. La jeune femme devenue célèbre entretemps, a participé à des émissions télévisées.
Kaavya Viswanathan avait reçu une avance significative de 500 000 $ pour son premier livre, avec des projets pour un second. Ses éditeurs ont été si embarrassés que, le 4 mai 2006, ils ont rappelé tous les exemplaires invendus du livre pour les détruire. Le studio de production a laissé tomber son projet de film fondé sur le livre en arrêtant la préproduction. La maison d'édition parle de retravailler le texte, puis le projet est abandonné.

## Niches commerciales
Un renouvellement serait en cours pour assurer son avenir. Toutefois, si le cadre de ces niches commerciales est large, le succès reste restreint. La ladki-lit est un roman populaire indien. Ainsi, Trust Me de Rajashree ou Piece of Cake de Swati Kaushal peuvent être considérés comme une variété régionale ou locale de chick lit.
Certains critiques[Lesquels ?] ont remarqué un équivalent masculin : la lad lit (ou dick lit). Parmi ces représentants : Ben Elton, Mike Gayle, Nick Hornby ou Howard Paul. Une particularité importante : les femmes sont en avance, la lad lit n'est qu'un calque.
La mum lit décrit les difficultés à concilier carrière professionnelle et rôle de mère avec par exemple, La Vie secrète d'une mère indigne de Fiona Neill, Je ne sais pas comment elle fait d'Alison Pears, Jusqu'aux yeux de Zoé Barnes, ou Épouse, mère et working girl de Sonia Dagotor.

## Des collections
On constate une multiplication des collections consacrées au genre. Chaque maison d'édition tente d'attirer les lectrices à sa façon, puisque le but principal est de plaire pour vendre.
Quelques exemples des collections les plus connues :
- La Naufragée marseillaise éditée chez Bod
- Gossip Girl éditée chez Fleuve noir
- It girl éditée chez Fleuve noir
- La liste VIP éditée chez Fleuve noir
- California girls éditée chez Fleuve noir
- Girls in the city éditée chez Marabout
- Mille comédies éditée chez Belfond
- Red Dress Ink éditée chez éditions Harlequin
- Je sais & alors! éditée chez Maxi-Livres
- Lime et citron éditée chez Éditions de Mortagne (Québec)